# Імперські вибори

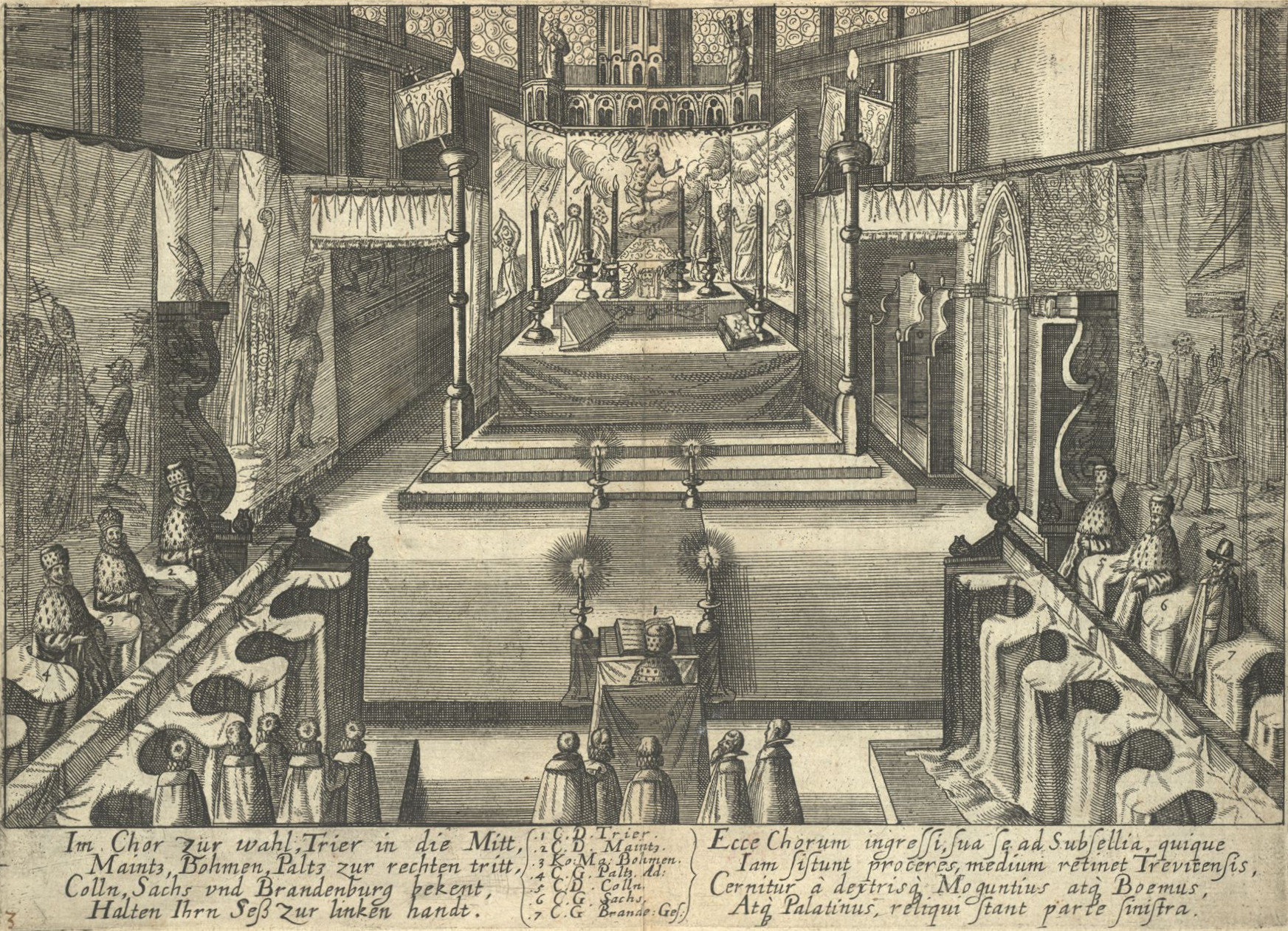
Імперські вибори у 1612 році. Обрання імператором Матвія Габсбурга

Імперські вибори — процес обрання короля Німеччини (Римського короля), який після коронації отримував титул імператора Священної Римської імперії. Юридично чітку процедуру імперських виборів запровадила Золота булла, видана імператором Карлом IV Люксембургом у 1356 році. Вибирали нового імператора 7 курфюрстів, з 1623 року — 8, з 1692 — 9.

## Курфюрсти
Вперше посада курфюрста запроваджена у XIII столітті. Курфюрсти володіли винятковим правом обирати монарха Священної Римської імперії. До курфюрстів належали як світські, так і релігійні правителі.

### Духовні курфюрсти
- Архієпископ Майнцький
- Архієпископ Кельнський
- Архієпископ Трірський

### Світські курфюрсти
- Король Богемії
- Курфюрст Пфальцу
- Курфюрст Саксонії
- Курфюрст Бранденбургу

### Зміни XVII століття
- Герцог Баварський — дім Віттельсбахів, яким надано титул курфюрста у 1623 році замість курфюрста Пфальцу після Чеського повстання.
- Герцог Брауншвейг-Люнебурзький, також відомий як курфюрст Ганновера — титул надано родині Вельфів у 1692 році. З 1714 року посаду обіймає король Великої Британії.

## Процедура виборів
Перший етап імперських виборів — Königswahl. Під час цього етапу спеціальний виборчий орган — Gremium — визначає кандидатів на посаду імператора Священної Римської імперії. Під час другого етапу курфюрсти безпосередньо голосують за одного з кандидатів. Після виборів відбувалися так звані Wahlkapitulation, виборчі капітуляції, тобто своєрідний контракт між монархом та імперією, присяга імператора.